# 柴可拉斯基法

柴氏法示意图（从左到右）
步骤一：多晶硅和掺杂物的熔化
步骤二：向熔融物中放入晶种
步骤三：晶体开始生长
步骤四：缓慢向上提拉棒，同时棒与下面的坩埚之间以反方向旋转
步骤五：单晶硅生长完成

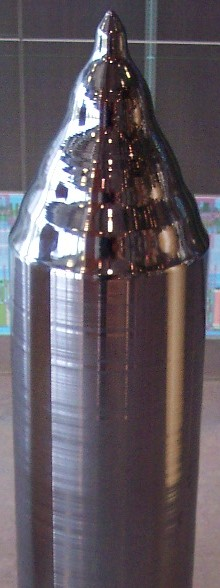
矽晶棒，用於生產矽晶圓.

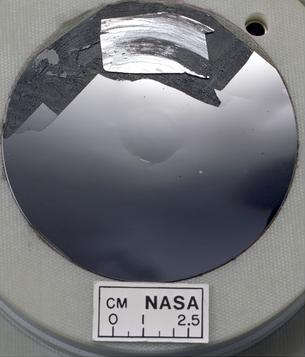
完成拋光的矽晶圓

柴可拉斯基法（英語：Czochralski process），简称柴氏法，又称直拉法或提拉法，是一种用来获取半导体（如硅、锗和砷化镓等）、金属（如钯、铂、银、金等）、盐、合成宝石单晶材料的晶体生长方法。这个方法得名于波兰科学家扬·柴可拉斯基，他在1916年研究金属的结晶速率时，发明了这种方法。後來，演變為鋼鐵工廠的標準製程之一。
直拉法最重要的应用是晶锭、晶棒、单晶硅的生长。其他的半导体，例如砷化镓，也可以利用直拉法进行生长，也有一些其他方法（如布里奇曼-史托巴格法）可以获得更低的晶体缺陷密度。

## 硅的直拉法生长

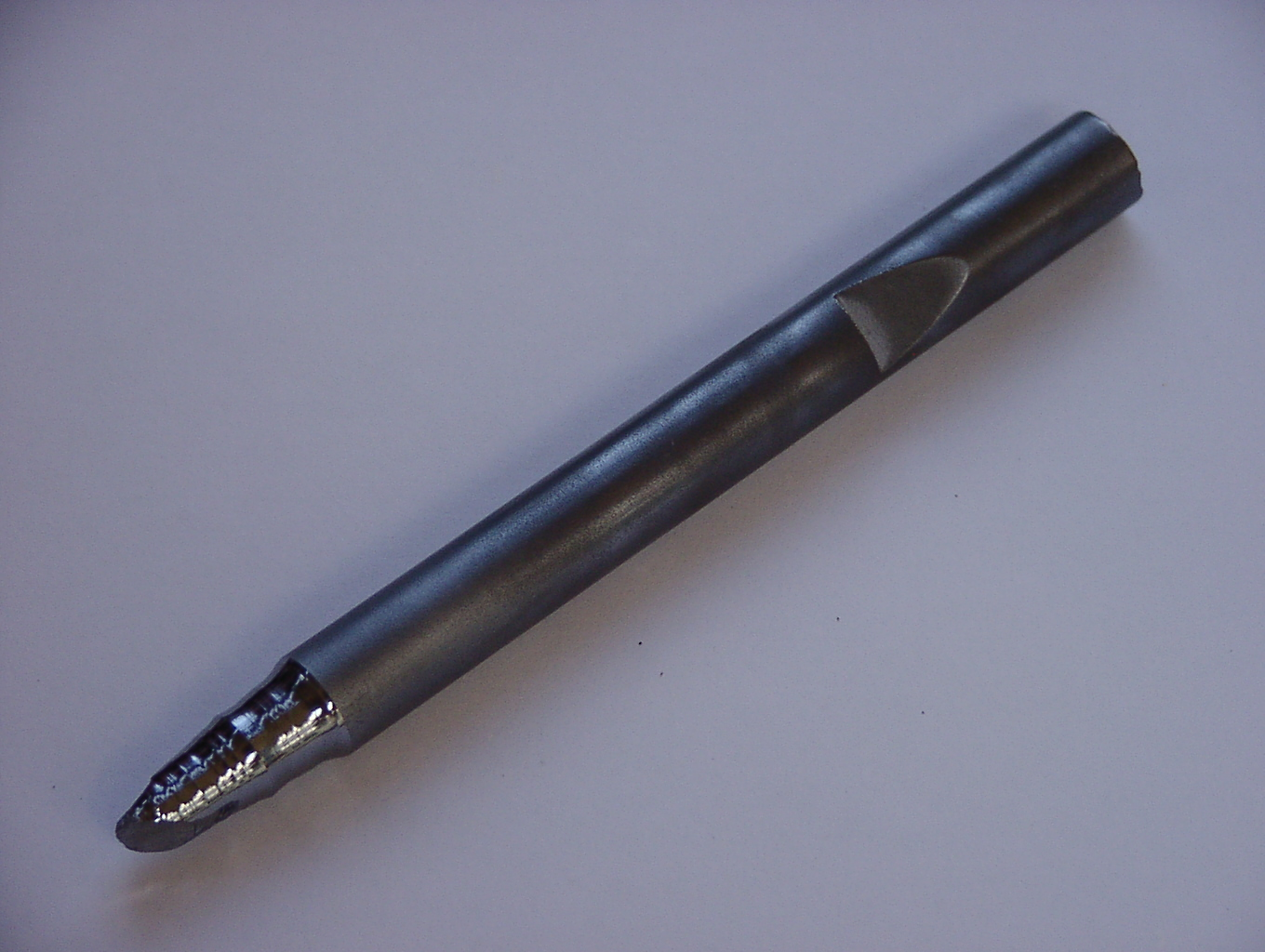
图中所示为一个通过柴氏法生长单晶硅的提拉棒，其末端（左端）为晶种。

高纯度的半导体级多晶硅在一个坩埚（通常是由石英制成）中被加热至熔融状态。诸如硼原子和磷原子的杂质原子可以精确定量地被掺入熔融的硅中，这样就可以使硅变为P型或N型硅。这个掺杂过程将改变硅的电学性质。将晶种（或称“籽晶”）置于一根精确定向的棒的末端，并使末端浸入熔融状态的硅。然后，将棒缓慢地向上提拉，同时进行旋转。如果对棒的温度梯度、提拉速率、旋转速率进行精确控制，那么就可以在棒的末端得到一根较大的、圆柱体状的单晶晶锭。通过研究晶体生长中温度、速度的影响，可以尽量避免不必要的结果。上述过程通常在填充惰性气体（例如氩）的環境中进行，并采用坩埚这种由较稳定的化学材料制成的反应室。

## 晶体的尺寸
为了提高半导体工业的生产效率，常常按一定标准规格来生产晶圆。早期的晶棒较小，直径通常只有几英寸。随着技术的进步，高端的制造一起开始使用200毫米甚至300毫米直径的晶圆。要准确地制造这样尺寸的晶圆，必须严格控制工作温度、旋转速度以及晶种棒的提拉速度。用于切割成晶圆的晶锭长达2米，重达几百千克。更大的晶圆可以进一步提升制造效率，这是因为利用单个晶圆能够制造出更多的芯片。这也是人们不断尝试增大硅晶圆尺寸的原因。现在，半导体工业界正在挑战450毫米级别的晶圆，计划在2012年投产。硅晶圆的典型厚度在0.2至0.75毫米之间，通过抛光技术可以使表面更加平滑，这样更适合制造積體電路。此外，通过刻出特定的纹路，晶圆还可以用来制造太阳能电池。
在柴氏法中，工作腔（坩埚）被加热到大约1500摄氏度，这将使硅（熔点：1414摄氏度）熔化。当硅完全熔化时，末端装有晶种的棒被缓慢地下放到熔融状态的硅中。棒以逆时针方向旋转，坩埚以顺时针方向旋转。随后，旋转的棒被极慢地向上提升，这样，近似圆柱体状的硅晶棒就能在下方形成。通过继续提拉，晶棒的长度可以达到1至2米，这取决于坩埚中熔融状态硅的数量。
在硅熔化前，可以向坩埚中添加硼、磷等材料，这样，拉制出的硅棒就具有与纯硅不同的电学性质。上述添加的材料被称为“杂质”，对应工艺过程被称为“掺杂”，得到的材料被称为“杂质半导体”。如果半导体材料不是硅，而是其他化合物（如砷化镓），同样可以使用直拉法来制备单晶材料。
通过上述直拉工艺制备的单晶硅是制造大積體電路的基础材料，被用于计算机、电视机、移动电话和其他各种电子设备中。

## 其他杂质的引入
使用直拉法工艺制备单晶硅时，常用石英（主要成分为二氧化硅）坩埚作为器皿。这样做的一个不可避免的结果，就是器皿本身因为高温加热，将发生热分解，导致熔融状态硅中混入氧，其浓度的典型数量级为1018cm−3。氧杂质将带来一些好处。严格的退火工艺可以使氧沉淀下来。这些氧可以俘获半导体材料中不必要的过渡金属。除此之外，氧杂质还能够改善硅晶圆的机械强度，因为它能够固定制备流程中被引入的位错。1990年代，高浓度氧被发现能够在硅材料粒子探测器（例如欧洲核子研究组织中的大型强子对撞机项目）中用于辐射加固。因此，用这样的硅制成的辐射探测器，是将来进行高能粒子实验的理想设备。在后期的退火过程中，硅中的氧杂质也能俘获其他不必要的杂质。
然而，氧杂质能够在光照环境中与硼发生反应，这与太阳能电池的情况类似。这将形成电活跃的硼-氧络合物。

### 杂质引入情况的数学描述
通过考虑偏析系数，可以获得固态晶体中的杂质浓度。
{\displaystyle k_{O}}：偏析系数
{\displaystyle V_{0}}：初始体积
{\displaystyle I_{0}}：杂质的初始数量
{\displaystyle C_{0}}：熔融物中杂质的初始浓度
{\displaystyle V_{L}}：熔融物的体积
{\displaystyle I_{L}}：熔融物中杂质的数量
{\displaystyle C_{L}}：熔融物中杂质的浓度
{\displaystyle V_{S}}：固态晶体的体积
{\displaystyle C_{S}}: 固态晶体中杂质的浓度
在晶体生长的过程中，熔融物的体积{\displaystyle dV}被冻结，熔融物中的杂质被移除。
{\displaystyle dI=-k_{O}C_{L}dV\;}
{\displaystyle dI=-k_{O}{\frac {I_{L}}{V_{O}-V_{S}}}dV}
{\displaystyle \int _{I_{O}}^{I_{L}}{\frac {dI}{I_{L}}}=-k_{O}\int _{0}^{V_{S}}{\frac {dV}{V_{O}-V_{S}}}}
{\displaystyle \ln \left({\frac {I_{L}}{I_{O}}}\right)=\ln \left(1-{\frac {V_{S}}{V_{O}}}\right)^{k_{O}}}
{\displaystyle I_{L}=I_{O}\left(1-{\frac {V_{S}}{V_{O}}}\right)^{k_{O}}}
{\displaystyle C_{S}=-{\frac {dI_{L}}{dV_{S}}}}
{\displaystyle C_{S}=C_{O}k_{O}(1-f)^{k_{o}-1}}
{\displaystyle f=V_{S}/V_{O}\;}